# Передкарпатська нафтогазоносна область
Передкарпатська нафтогазоносна область — належить до Західного нафтогазоносного регіону України.

## Розташування
Розташована на південному заході України, у межах Львівської, Івано-Франківської та Чернівецької областей. Площа 14.8 тис. м². У геотектонічному плані пов'язана з Передкарпатським прогином. 

## Технічні дані
Поклади нафти — палеогенових, газу — верхньоюрських, верхньокрейдових та міоценових відкладів. Глибина залягання нафтових родовищ 500-4800 м, газових — 100-4800 м. 
В області відкрито й досліджено 59 родовищ, у тому числі 22 нафтових і газоконденсатних (основні з них Бориславське, Орів-Уличнянське), 29 газових (Угерське, Більче-Волицьке, Рудківське, Ходновицьке та ін.). Промислове видобування нафти розпочато з 1853 року, газу — з 1896 року.
Передкарпатська нафтогазоносна область поділяється на: 
- Більче-Волицький нафтогазоносний район
- Бориславсько-Покутський нафтогазоносний район